# Insertie (chromosomen)

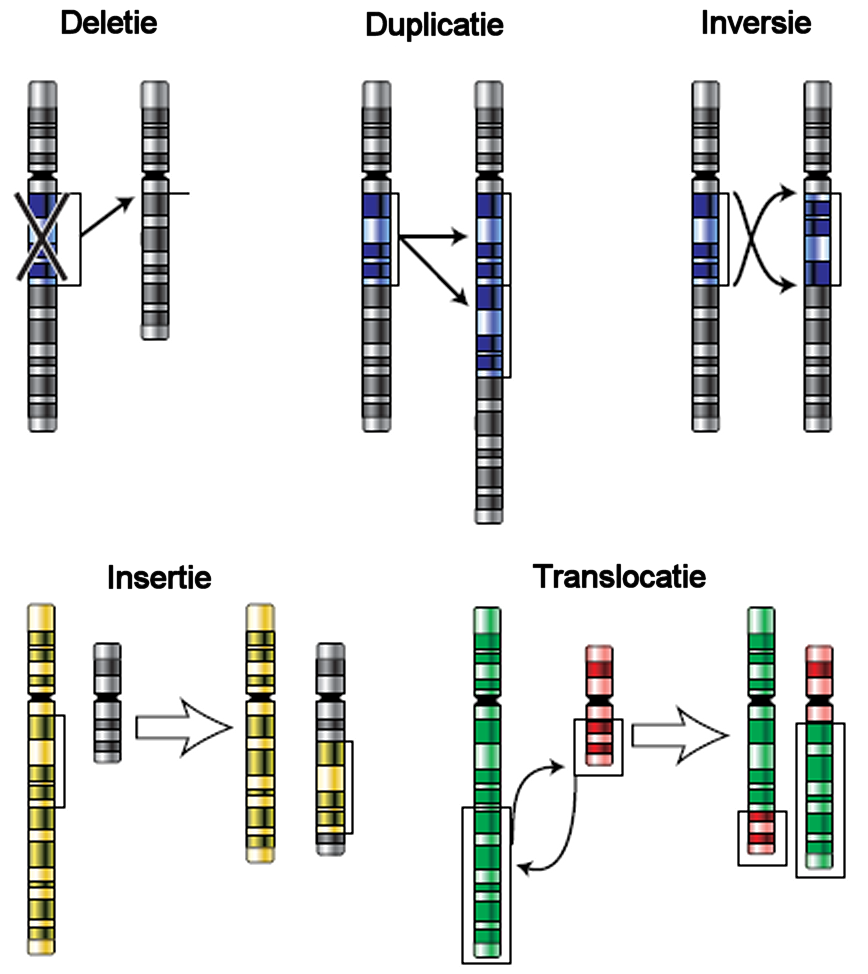
Verschillende soorten mutaties: deletie, duplicatie, inversie, insertie, translocatie

Insertie is een toevoeging van een of meer nucleotiden aan een DNA- of RNA-sequentie. Dit kan door een mutatie waarbij het aantal toegevoegde nucleotiden meestal laag blijft, of door een insertie van een andere sequentie.